# کریستینا ریشتر
کریستینا ریشتر (آلمانی: Kristina Richter؛ زادهٔ ۲۴ اکتبر ۱۹۴۶) بازیکن هندبال اهل آلمان بود.